# István Hiller
Istvàn Hiller (Sopron, 7 maggio 1964) è un politico ungherese.

## Biografia
È l'ex-presidente del Partito Socialista Ungherese (MSZP), succedendo László Kovács, succeduto da Ferenc Gyurcsány. Co-fondatore del suo partito, Hiller è stato Ministro della Cultura sotto il governo di Ferenc Gyurcsány dal 2003 al 2005 prima di essere sostituito da András Bozóki. È diventato vice-presidente del partito nel 2003. Hiller è stato Ministro dell'educazione e della cultura tra il 2006 e il 2010. È stato eletto uno dei vicepresidenti dell'Assemblea nazionale ungherese nel maggio 2014. Nel 2016, Hiller è stato eletto presidente del comitato direttivo del MSZP.

## Vita privata
Hiller è sposato e ha due figli, Gábor (nato nel 1990) e Dávid (nato nel 1992). Sua moglie è Julianna Hillerné Farkas.